# 仲井真重次
仲井真 重次（なかいま しげじ、1952年 - ）は、沖縄県石垣市出身のボクシングトレーナーである。琉球ボクシングジム会長。

## 来歴
中学校卒業後、プロ野球選手を目指しプロテストを受験したが不合格だったため、就職浪人の末大阪の電気メーカーに就職。その後沖縄に戻り、1年浪人扱いで那覇の興南高校に入学。後の世界王者上原康恒の実家に下宿したのを機にボクシングの世界へ入る。高校ではボクシング部で主将を務め、金城真吉監督の指導の下国体にも出場した。
その頃、石垣島時代の幼馴染である具志堅用高と再会。ボクシングに誘った。具志堅の高校時代から具志堅のサポート役であった。
高校卒業後、具志堅とともに上京し、上原が所属する協栄ボクシングジムでトレーナーとして彼を世界王座へと導いた。
具志堅の初防衛を最後にトレーニングパートナーから退く。
1981年に那覇に戻り、沖縄ボクシングジム（現：琉球ボクシングジム）を設立。高校同期の中真茂（後の沖縄ワールドリングボクシングジム会長）を側近や腹心として従え平仲明信を世界王者へと育て上げた。